# Sitobion luteum
Sitobion luteum är en insektsart som först beskrevs av Buckton 1876.  Sitobion luteum ingår i släktet Sitobion och familjen långrörsbladlöss. Inga underarter finns listade i Catalogue of Life.